# Premi Feroz a la millor sèrie dramàtica
El Premi Feroz a la millor sèrie dramàtica és un premi televisiu que s'entrega anualment, des del 2017, com a part dels Premis Feroz, creats per l'Associació d'Informadors Cinematogràfics d'Espanya.

## Sèries guanyadores i nominades
| Edició | Any  | Guanyadora                           | Nominades |
| ------ | ---- | ------------------------------------ | --- |
| IV     | 2017 | El Ministerio del Tiempo Temporada 2 | - El caso: crónica de sucesos Temporada 1 - Mar de plástico Temporada 2 - Merlí Temporada 2 - Vis a vis Temporada 2               |
| V      | 2018 | La zona Temporada 1                  | - La casa de papel Temporada 1 - Estoy vivo Temporada 1 - El Ministerio del Tiempo Temporada 3 - Sé quién eres Temporada 1        |
| VI     | 2019 | Fariña (Temporada 1)                 | - El día de mañana (Temporada 1) - Élite (Temporada 1) - Gigantes (Temporada 1) - La peste (Temporada 1)                          |
| VII    | 2020 | Hierro (Temporada 1)                 | - La casa de papel (Temporada 2) - En el corredor de la muerte (Temporada 1) - La peste (Temporada 2) - Foodie Love (Temporada 1) |
| VIII   | 2021 | Antidisturbios                       | - El Ministerio del Tiempo (Temporada 4) - 30 monedas - Patria - Veneno                                                           |